# Hans Scholl
Hans Scholl (Ingersheim, 22 de septiembre de 1918-Múnich, 22 de febrero de 1943) fue un estudiante miembro de la Resistencia alemana al nazismo durante la Segunda Guerra Mundial y uno de los pilares del grupo Rosa Blanca (Die Weiße Rose). Fue decapitado con su hermana y otros miembros del grupo.

## Biografía

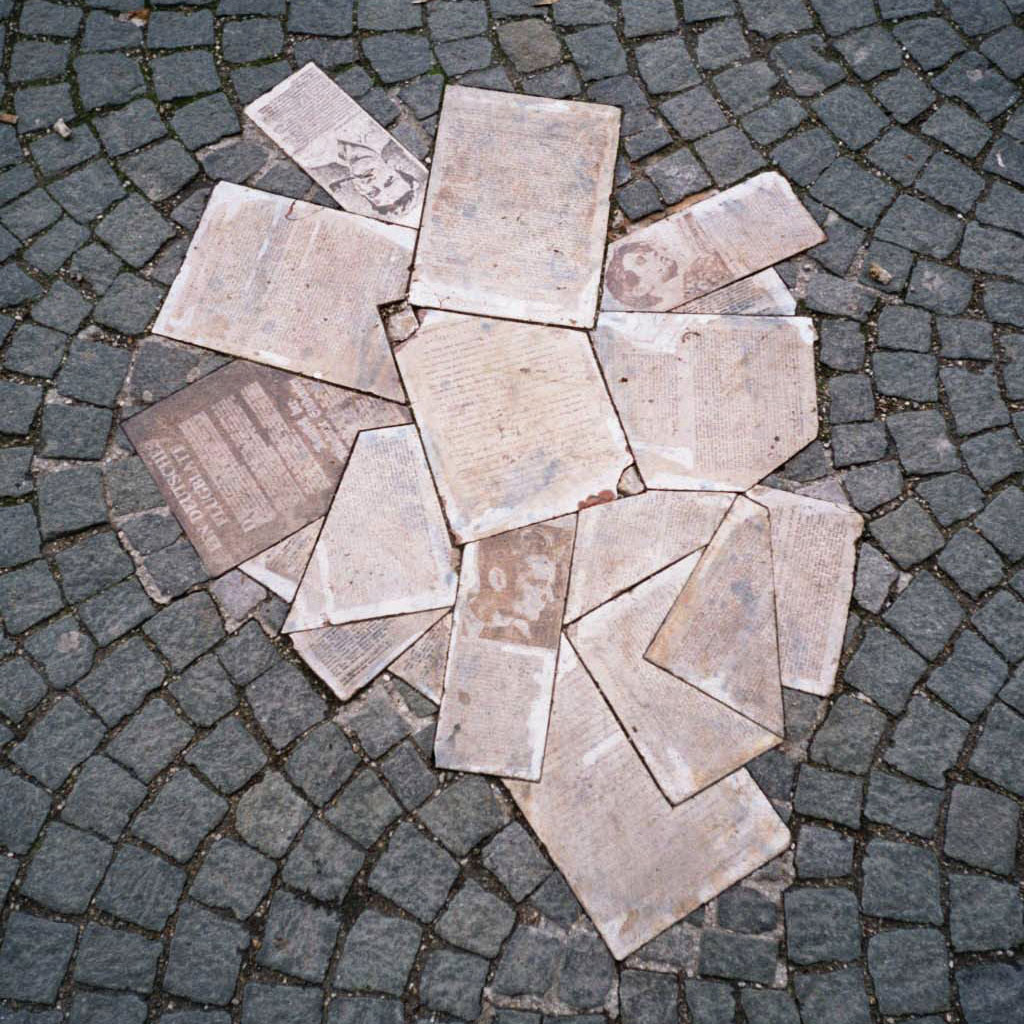
Memorial en la Plaza que lleva los nombres de Hans y Sophie Scholl.

Hans Scholl nació en una familia de clase media de Múnich, de confesión luterana. En su adolescencia Hans entró en las Juventudes Hitlerianas, en contra de los consejos de su padre, que despreciaba el nazismo. Hans Scholl pronto se desencantó del régimen nazi al observar su abierto violentismo y autoritarismo. Estudió Medicina desde 1939 en la Universidad de Múnich y rehusó participar en actividades en apoyo del régimen hitleriano, prefiriendo vincularse con otros jóvenes opuestos al gobierno.
Al estallar la Segunda Guerra Mundial fue movilizado como auxiliar médico en calidad de estudiante universitario, pero no fue sino hasta el 22 de junio de 1942 cuando fue enviado a servir en los hospitales militares del "frente del Este" situados en Rusia y Ucrania durante unos meses, donde pudo conocer detalles de los crímenes de guerra de las SS.
De vuelta en Alemania, Hans Scholl se integró en un movimiento de resistencia pasiva bautizado como la Rosa Blanca, imprimiendo panfletos y volantes antinazis para ser repartidos clandestinamente en Múnich. Descubierto por la policía en esta actividad el 18 de febrero de 1943, es arrestado en la Universidad de Múnich junto a su hermana Sophie Scholl. 
En el proceso sumario ante el Tribunal del Pueblo (Volksgerichtshof), Hans y Sophie son condenados a muerte por traición, al conocerse el contenido de los panfletos incautados a los Scholl, en donde se llamaba a la población civil alemana a oponerse al gobierno y daban cuenta de las violencias perpetradas en el Este por las SS. 
Un día antes de ser decapitado, Hans Scholl le dijo al juez Roland Freisler, fanático nazi: «Dentro de poco tiempo, será usted el que estará en nuestro lugar». Fue guillotinado el mismo 22 de febrero de 1943, después que su hermana, en la prisión de Stadelheim, por el verdugo Johann Reichhart.

## Filmes
- Die weiße Rose (Michael Verhoeven)
- Sophie Scholl - Los últimos días - Sophie Scholl – Die letzten Tage, nominada al Oscar como mejor película extranjera.

## Literatura
- Inge Scholl: Die Weiße Rose. Fischer Verlag, Frankfurt am Main 1994, ISBN 3-596-11802-6
- Harald Steffahn: Die Weiße Rose. Rowohlt, Reinbek 1992, ISBN 3-499-50498-7
- Fritz Schmidt: In Ulm, um Ulm und um Ulm herum. 1933–1938, in: ders., dj.1.11-Trilogie. Edermünde 2005
- Eckard Holler: Hans Scholl zwischen Hitlerjugend und dj.1.11 – Die Ulmer Trabanten. Verlag der Jugendbewegung